# Team BULLS
Das Team BULLS ist ein UCI MTB Team, das in den Disziplinen Cross-Country (XCO) und Marathon (XCM) an den Start geht. Ausrüster und Namensgeber der Mannschaft ist BULLS, eine Eigenmarke der ZEG.
Gegründet wurde das Team BULLS 2007 und bestand zunächst aus den zwei Elitefahrern Karl Platt und Stefan Sahm sowie dem U-23-Fahrer Martin Gluth. Das Team BULLS gilt als das erste Team, das sich auf MTB-Etappenrennen spezialisiert hat.